# Dren (Obrenovac)
Pour les articles homonymes, voir Dren.

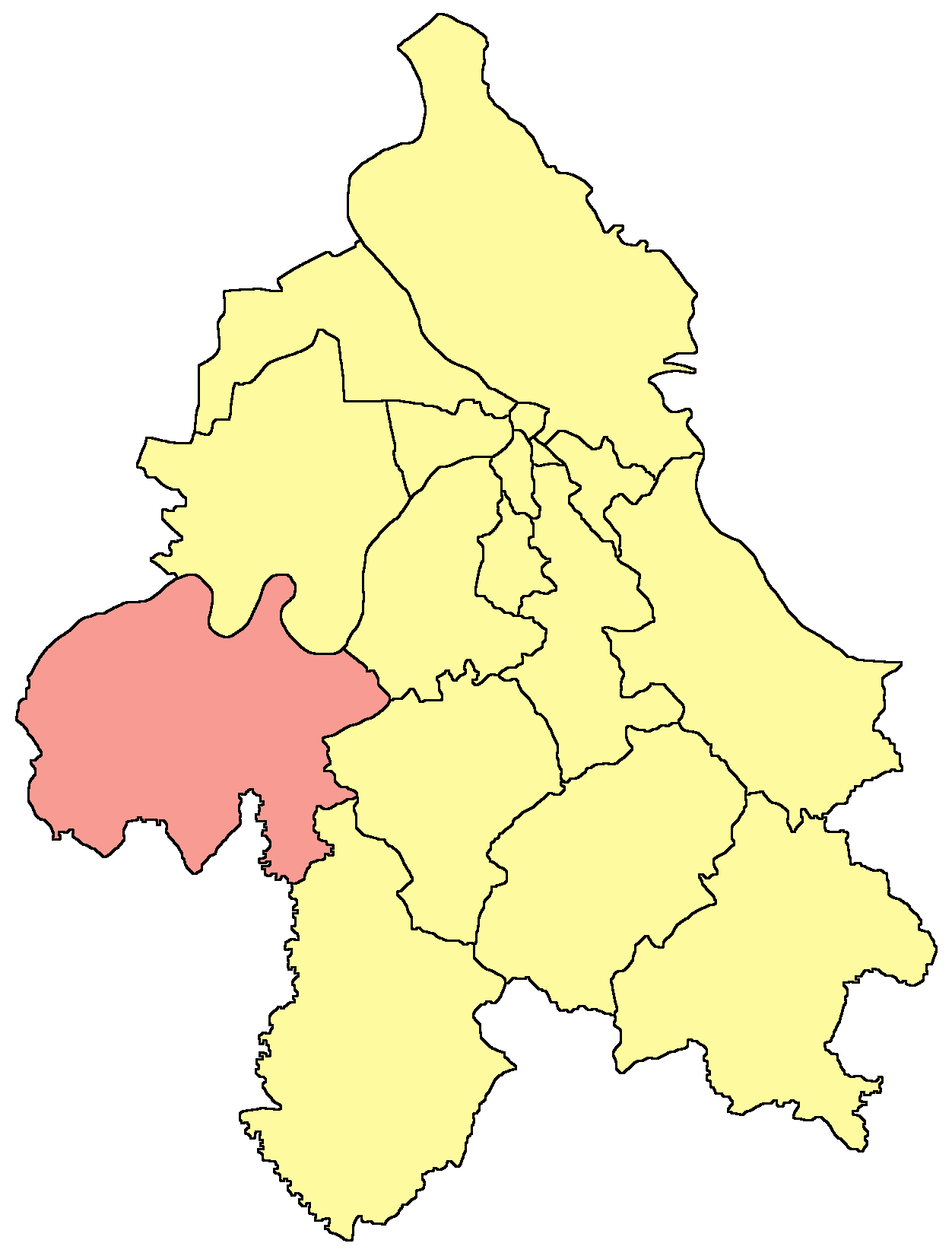
Localisation de la municipalité d'Obrenovac dans la Ville de Belgrade

Dren (en serbe cyrillique : Дрен) est une localité de Serbie située dans la municipalité d’Obrenovac et sur le territoire de la ville de Belgrade. Au recensement de 2011, elle comptait 1 096 habitants.
Dren est officiellement classé parmi les villages de Serbie.

## Démographie

### Évolution historique de la population
| 1948  | 1953  | 1961  | 1971  | 1981  | 1991  | 2002  | 2011  |
| ----- | ----- | ----- | ----- | ----- | ----- | ----- | ----- |
| 1 824 | 1 881 | 1 732 | 1 631 | 1 687 | 1 644 | 1 279 | 1 096 |

|  |